# 거리의 만찬
《거리의 만찬》은 2018년 11월 16일부터 2020년 3월 8일까지 방송되었던 시사교양 프로그램이다.

## 기획 의도
- 각기 다른 분야의 '세 여성'이 시사 현장을 직접 찾아 이야기를 풀어내는 시사교양 프로그램이다.

## 방송 시간
| 방송 채널 | 방송 기간                          | 방송 시간                            |
| --------- | ---------------------------------- | ------------------------------------ |
| KBS 1TV   | 2018년 11월 16일 ~ 2019년 8월 30일 | 매주 금요일 밤 10시 ~ 10시 50분      |
| KBS 2TV   | 2019년 9월 22일 ~ 2019년 12월 1일  | 매주 일요일 밤 10시 35분 ~ 11시 40분 |
| KBS 2TV   | 2019년 12월 8일 ~ 2020년 3월 8일   | 매주 일요일 밤 11시 5분 ~ 12시 10분  |

## 진행자
| 대수 | 출연진               | 방송 기간                          | 방송 회차   |
| ---- | -------------------- | ---------------------------------- | ----------- |
| 1대  | 박미선 김지윤 김소영 | 2018년 11월 16일 ~ 2019년 2월 15일 | 1회 ~ 13회  |
| 2대  | 박미선 김지윤 이지혜 | 2019년 2월 22일 ~ 2019년 4월 12일  | 14회 ~ 20회 |
| 3대  | 박미선 양희은 이지혜 | 2019년 4월 19일 ~ 2020년 2월 9일   | 21회 ~ 61회 |

## 프로그램 정보
- 《거리의 만찬》은 2018년 한국PD연합회에서 수여하는 제221회 이달의 PD상, 한국 YWCA연합회가 뽑은 좋은 프로그램상 중 성평등 부문상, 여성가족부와 한국양성평등교육진흥원에서 주최한 ‘양성평등 미디어상’ 우수상, 2019년에는 민주언론시민연합이 선정하는 '이달의 좋은 프로그램상’ 등을 수상하였다.[2]

## 시청률 및 회차 목록

### 2018년
| 회차 | 방송일    | 제목 (타이틀)                                         | AGB 시청률 | AGB 시청률 |
| 회차 | 방송일    | 제목 (타이틀)                                         | 전국       | 증감치     |
| ---- | --------- | ----------------------------------------------------- | ---------- | ---------- |
| 1회  | 11월 16일 | 아주 보통의 학교                                      | 4.4%       |            |
| 2회  | 11월 23일 | 천 개의 낙태                                          | 5.2%       | +0.8       |
| 3회  | 11월 30일 | 머리가 뭐라고                                         | 3.5%       | -1.7       |
| 4회  | 12월 7일  | 엄마는 처음이라서...                                  | 3.1%       | -0.4       |
| 5회  | 12월 14일 | 새우잠을 자면서도 고래꿈을 꾼다                       | 3.6%       | +0.5       |
| 6회  | 12월 21일 | 삶의 조건 첫 번째 이야기 - 우리가 사랑할 수 있는 시간 | 4.6%       | -1.0       |
| 7회  | 12월 28일 | 할 말 있는 당신과 다시, 듣다                          | 3.5%       | -1.1       |

### 2019년
| 회차 | 방송일    | 제목 (타이틀)                                     | AGB 시청률 | AGB 시청률 |
| 회차 | 방송일    | 제목 (타이틀)                                     | 전국       | 증감치     |
| ---- | --------- | ------------------------------------------------- | ---------- | ---------- |
| 8회  | 1월 4일   | 삶의 조건 두 번째 이야기 - 내일도 행복할 거야 1부 | 3.2%       | -0.3       |
| 9회  | 1월 11일  | 삶의 조건 세 번째 이야기 - 내일도 행복할 거야 2부 | 3.2%       |            |
| 10회 | 1월 18일  | 노동의 조건 1 - 죽거나 다치지 않을 권리           | 3.6%       | +0.4       |
| 11회 | 1월 25일  | 노동의 조건 2 - 3만 6천 7백 걸음                  | 2.8%       | -0.8       |
| 12회 | 2월 8일   | 정치의 조건 - 서울 영등포구 의사당대로 1          | 5.1%       | +2.3       |
| 13회 | 2월 15일  | 정치의 조건 - 당신의 300명                        | 4.4%       | -0.7       |
| 14회 | 2월 22일  | 메이드-인 을지로                                  | 3.9%       | -0.3       |
| 15회 | 3월 1일   | 바꿔야 산다                                       | 1.9%       | -2.0       |
| 16회 | 3월 8일   | 언론에 당해봤어?                                  | 3.7%       | +1.8       |
| 17회 | 3월 15일  | 존경하는 판사님께 1부                             | 3.2%       | -0.5       |
| 18회 | 3월 22일  | 존경하는 판사님께 2부                             | 3.4%       | +0.2       |
| 19회 | 3월 29일  | 유일한 증언자                                     | 5.0%       | +1.8       |
| 20회 | 4월 12일  | 아이 캔 스피크                                    | 3.3%       | -1.7       |
| 21회 | 4월 19일  | 제주 4.3을 묻는 너에게 1                          | 3.7%       | +0.4       |
| 22회 | 4월 26일  | 제주 4.3을 묻는 너에게 2                          | 3.0%       | -0.7       |
| 23회 | 5월 3일   | 어린이날 특집 아이들이 묻습니다                   | 2.6%       | -0.4       |
| 24회 | 5월 10일  | 오버 더 레인보우                                  | 3.2%       | +0.6       |
| 25회 | 5월 17일  | 대림동 블루스                                     | 4.0%       | +0.8       |
| 26회 | 5월 24일  | 광수를 찾습니다                                   | 4.8%       | +0.8       |
| 27회 | 5월 31일  | 나는 고발한다 1부                                 | 5.0%       | +0.2       |
| 28회 | 6월 7일   | 나는 고발한다 2부                                 | 4.0%       | -1.0       |
| 29회 | 6월 14일  | 9988 - 구십구세까지 팔팔하게                      | 4.9%       | +0.9       |
| 30회 | 6월 21일  | 결혼을 졸업했습니다                               | 5.3%       | +0.4       |
| 31회 | 6월 28일  | 극한 직업, 지구를 지켜라                          | 3.6%       | -1.7       |
| 32회 | 7월 5일   | 과거를 묻지마세요?                                | 3.2%       | -0.4       |
| 33회 | 7월 12일  | 허리케인 블루                                     | 3.9%       | +0.7       |
| 34회 | 7월 19일  | 악의 마음을 읽는 사람들                           | 5.4%       | +1.5       |
| 35회 | 8월 9일   | 고속도로 로망스                                   | 3.8%       | -1.6       |
| 36회 | 8월 16일  | 다른 백 년 1부                                    | 4.2%       | -0.4       |
| 37회 | 8월 23일  | 다른 백 년 2부                                    | 5.1%       | +0.9       |
| 38회 | 8월 30일  | 달면 삼키고 쓰면 뱉는다? 숫자와의 전쟁            | 3.4%       | -1.7       |
| 39회 | 9월 14일  | 하얀 거탑                                         | 2.1%       | -1.3       |
| 40회 | 9월 22일  | 기억해도 괜찮아                                   | 3.0%       | +0.9       |
| 41회 | 9월 29일  | 요람에서 무덤까지                                 | 2.7%       | -0.3       |
| 42회 | 10월 6일  | 입시왕 1부                                        | 2.0%       | -0.7       |
| 43회 | 10월 13일 | 입시왕 2부                                        | 1.9%       | -0.1       |
| 44회 | 10월 20일 | 밥상이몽                                          | 2.2%       | +0.3       |
| 45회 | 10월 27일 | 바람 불어 좋은 날                                 | 2.5%       | +0.3       |
| 46회 | 11월 3일  | 쿨하게 떠나겠습니다                               | 2.5%       | 0          |
| 47회 | 11월 10일 | 악의 마음을 읽는 사람들 2                         | 1.8%       | -0.7       |
| 48회 | 11월 17일 | 열여덟 어른                                       | 2.2%       | +0.4       |
| 49회 | 11월 24일 | 개미지옥 악플 세상                                | 2.4%       | +0.2       |
| 50회 | 12월 1일  | 마음의 소리                                       | 1.9%       | -0.5       |
| 51회 | 12월 8일  | 이웃집 자스민                                     | 2.3%       | +0.4       |
| 52회 | 12월 15일 | 메멘토 모리                                       | 2.2%       | -0.1       |
| 53회 | 12월 22일 | 토크콘서트 '당신생각'                             | 1.6%       | -0.4       |

### 2020년
| 회차 | 방송일   | 제목 (타이틀)                    | AGB 시청률 | AGB 시청률 |
| 회차 | 방송일   | 제목 (타이틀)                    | 전국       | 증감치     |
| ---- | -------- | -------------------------------- | ---------- | ---------- |
| 54회 | 1월 5일  | 서울에서 개성까지 택시요금 7만원 | 1.9%       | +0.3       |
| 55회 | 1월 12일 | 바꿔야 산다                      | 2.1%       | +0.2       |
| 56회 | 1월 19일 | 지금은 여성시대(최종화)          | 1.9%       | -0.2       |